# Прейслер, Игнац
Игнац Прейслер, Прайслер, или Пройсслер (нем. Ignaz Preissler, Preisler, Preißler, Preußler; 1676, Фридрихсвальде, Бранденбург — 30 июня 1741, Кронштадт (Орлицкие горы) — немецкий кустарный живописец по фарфору и стеклу. Его родственные связи с семьёй живописцев и гравёров Прейслеров в точности не ясны.

## Биография
Игнац был представителем потомственной семьи живописцев по фарфору и стеклу, сыном Даниэля Йозефа Роберта Прeйслера (1636—1733). От отца он научился расписывать декоративное стекло чёрным припоем — шварцлотом, специальной чёрно-коричневой краской с последующим обжигом, подобно чернению изделий из серебра. Эта техника была подробно разработана нюрнбергским мастером Иоганном Шапером (1635—1670), позднее использованной в росписях изделий богемского стекла, оказавшему значительное влияние на творчество Прейслера в целом. Вероятно, что и часть своего ученичества Игнац Прейслер провёл в Нюрнберге, где живописцем, рисовальщиком и директором местной Академии искусств (Nürnberger Kunstakademie), был Иоганн Даниэль Прейслер (1666—1737).
Между 1715 и 1720 годами Игнац Прейслер находился в Бреслау (ныне польский Вроцлав), где расписывал стеклянные кубки шварцлотом и золотом. Около 1729 года он поступил на службу к графу Либштейну-Коловрату в замке Райхенау в Орлицких горах. Здесь им были созданы многие изделия с росписью: городскими видами, пейзажами, китайскими мотивами, мифологическими сценами, аллегориями и гербами на чашках, кувшинах, тарелках и мисках. Одной из его главных работ является так называемый «Кубок алтарника» (Altaristenpokal), ныне находящийся в Национальном музее в городе Кельце, который также характеризует Прейслера как мастера портретов известных персон Бреслау.
Отец и сын Прейслеры «успешно работали в Силезии и Богемии, используя для декора аллегорические мотивы и шинуазри в орнаментальных обрамлениях. Их стиль формировался в общем русле южно-немецкого и богемского барокко под влиянием росписей майсенского и венского фарфора периода Дю Пакье».